# Löffelkopf-Hammerhai
Der Löffelkopf-Hammerhai (Sphyrna media) gehört zur Familie der Hammerhaie (Sphyrnidae).
Das griechische Wort Sphyrna für Hammer beschreibt die Form des Kopfes, wobei sie hier eher einem Löffel als einem Hammer ähnelt.

## Körperbau
Die durchschnittliche Größe liegt zwischen 120 und 130 Zentimeter, es gibt aber auch größere Exemplare.

## Verbreitung

Verbreitungsgebiete des Löffelkopf-Hammerhais

Der Löffelkopf-Hammerhai findet sich in tropischen Gewässern des Atlantischen Ozeans und des Pazifischen Ozeans (zwischen den Breitengraden 31° N und 34° S) vorwiegend in Küstennähe der Festlandsockel.

## Fortpflanzung
Der Löffelkopf-Hammerhai ist lebendgebärend. Der Nachwuchs wächst im Uterus des Muttertieres heran und ernährt sich bis zur Geburt über eine Dottersack-Plazenta. Die Jungtiere werden mit einer Größe von 30 bis 35 Zentimeter geboren. Die Männchen der Löffelkopf-Hammerhaie erreichen die Geschlechtsreife bei einer Größe von etwa 90 Zentimeter, die Weibchen bei einer Größe von 100  bis 130 Zentimeter.